# Joseph Gagnier
Joseph Gagnier (* 5. April 1854 in Ancienne-Lorette; † 19. April 1919 in Montreal) war ein kanadischer Klarinettist und Musikpädagoge.

## Leben und Wirken
Gagnier kam 1874 nach Montreal, wo er Musiktheorie bei Ernest Lavigne und Joseph Geai und Klarinette bei Oscar Arnold und Jacques Vanpoucke studierte. Er arbeitete dann an verschiedenen Theatern Montreals und war von 1890 bis 1919 Klarinettist im Sohmer Park. 1905 bis 1906 waren er und sein Sohn Jean-Josaphat Gagnier außerdem Fagottisten beim Orchestre symphonique de Montréal.
Gagnier hatte 27 Kinder, die er alle musikalisch ausbildete. Am bekanntesten wurden Jean-Josaphat, Guillaume, René, Armand, Ernest, Lucien und Réal Gagnier. In der nächsten Generation wurden Roland, Claire, Gérald und Ève Gagnier namhafte Musiker.
| Personendaten    | Personendaten                              |
| ---------------- | ------------------------------------------ |
| NAME             | Gagnier, Joseph                            |
| KURZBESCHREIBUNG | kanadischer Klarinettist und Musikpädagoge |
| GEBURTSDATUM     | 5. April 1854                              |
| GEBURTSORT       | Ancienne-Lorette                           |
| STERBEDATUM      | 19. April 1919                             |
| STERBEORT        | Montreal                                   |